# Hans Leenders (voetballer)
Hans Leenders (Hasselt, 21 september 1980) is een voormalig Belgisch voetballer. Leenders was een centrale verdediger, maar sprong soms ook in op de positie van rechtsachter.

## Carrière
Leenders werd opgeleid door RFC Liegeois, dat in die periode onder de naam Tilleur FC speelde. Op 14 april 1999 maakte hij tegen KV Turnhout zijn debuut in het eerste elftal van de toenmalige tweedeklasser. Enkele maanden later plukte de kersverse landskampioen KRC Genk hem al weg bij de Luikse club.
In zijn eerste seizoen kwam Leenders door de grote concurrentie geen enkele keer aan spelen toe bij de Limburgers. Zijn debuut voor Genk maakte hij pas op 1 april 2001 tegen KRC Harelbeke. Leenders brak pas in het seizoen 2001/02 door bij Genk: in het kampioenenseizoen speelde Leenders 22 competitiewedstrijden, waarvan 21 als basisspeler. De verdediger leek hiermee gelanceerd, maar in de voorbereiding van het seizoen 2002/03 blesseerde Leenders zich tijdens de voorbereiding. Leenders maakte pas in december 2002 zijn wederoptreden bij Genk en miste zo de volledige Champions League-campagne. Leenders heroverde in de tweede helft van het seizoen zijn basisplaats en klokte het seizoen 2002/03 zo af op twaalf wedstrijden.
In het seizoen 2003/04 verloor Leenders zijn vaste stek van in het kampioenenjaar helemáál, waarop hij in de terugronde verhuurd werd aan zusterclub Heusden-Zolder. Leenders hoopte bij de toenmalige eersteklasser meer speeltijd te vinden, maar onder trainer Peter Balette speelde hij slechts zeven wedstrijden. Op het einde keerde hij, net als een heel pak andere Genk-huurlingen, terug naar de Cristal Arena. Daar kreeg Leenders te horen dat hij geen toekomst meer had bij Genk. Samen met ploegmaats Kevin Vanbeuren en Mustapha Kalkan ging hij testen bij het Sloveense Publikum Celje, maar uiteindelijk tekende hij bij derdeklasser KSK Tongeren. Daar speelde hij drie seizoenen, alvorens nog een jaar met KESK Leopoldsburg in Vierde klasse te spelen. In de zomer van 2008 leek Leenders zijn carrière te gaan voortzetten bij eersteprovincialer Cobox 76, maar na een turbulente seizoensvoorbereiding kwam er al snel een einde aan de samenwerking. Leenders kwam daarna wel nog vijf jaar uit voor Bilzen VV, waar hij in 2014 een punt zette achter zijn spelerscarrière. De voormalige verdediger bleef wel actief in het voetbal als jeugdtrainer van RC Hades.
In 2016 trok Leenders zijn voetbalschoenen weer aan om voor derdeprovincialer Eendracht Louwel te spelen. Later was hij ook nog actief als assistent-trainer van FC Alken.

## Clubstatistieken
| Seizoen         | Club              | Land            | Competitie      | Competitie | Competitie | Beker | Beker | Europees | Europees | Totaal | Totaal |
| Seizoen         | Club              | Land            | Competitie      | Wed.       | Dlp.       | Wed.  | Dlp.  | Wed.     | Dlp.     | Wed.   | Dlp.   |
| --------------- | ----------------- | --------------- | --------------- | ---------- | ---------- | ----- | ----- | -------- | -------- | ------ | ------ |
| 1998/99         | Tilleur FC        | Vlag van België | Tweede klasse   | 3          | 0          | 0     | 0     | —        | —        | 3      | 0      |
| 1999/00         | KRC Genk          | Vlag van België | Jupiler League  | 0          | 0          | 0     | 0     | 0        | 0        | 0      | 0      |
| 2000/01         | KRC Genk          | Vlag van België | Jupiler League  | 4          | 0          | 0     | 0     | 0        | 0        | 4      | 0      |
| 2001/02         | KRC Genk          | Vlag van België | Jupiler League  | 22         | 1          | 2     | 0     | —        | —        | 24     | 1      |
| 2002/03         | KRC Genk          | Vlag van België | Jupiler League  | 12         | 0          | 0     | 0     | 0        | 0        | 12     | 0      |
| 2003/04         | KRC Genk          | Vlag van België | Jupiler League  | 2          | 0          | 1     | 0     | —        | —        | 3      | 0      |
| 2003/04         | → Heusden-Zolder  | Vlag van België | Jupiler League  | 6          | 0          | 1     | 0     | —        | —        | 7      | 0      |
| 2004/05         | KSK Tongeren      | Vlag van België | Derde klasse B  | 23         | 1          | 0     | 0     | —        | —        | 23     | 1      |
| 2005/06         | KSK Tongeren      | Vlag van België | Derde klasse B  | 12         | 2          | 2     | 0     | —        | —        | 14     | 2      |
| 2006/07         | KSK Tongeren      | Vlag van België | Derde klasse B  | 19         | 0          | 3     | 0     | —        | —        | 22     | 0      |
| 2007/08         | KESK Leopoldsburg | Vlag van België | Vierde klasse C | 15         | 0          | 2     | 0     | —        | —        | 17     | 0      |
| Carrière totaal | Carrière totaal   | Carrière totaal | Carrière totaal | 118        | 4          | 11    | 0     | 0        | 0        | 129    | 4      |

## Palmares
| Kampioen België | 1x | 2001/02 |